# Alpago
L'Alpago è una regione storico-geografica della provincia di Belluno meridionale, corrispondente grossomodo ai territori dei comuni di Alpago, Chies e Tambre. Collegata alla Valbelluna a nord-ovest e, tramite la sella di Fadalto, alla Val Lapisina (provincia di Treviso) a sud, è caratterizzata dalla presenza del Lago di Santa Croce, il più esteso del Veneto interamente in territorio regionale (il Garda sarebbe il primo), e dalla Foresta del Cansiglio.
L'area è stata oggetto di studio e sperimentazione da parte della Regione del Veneto, nell'ambito della pianificazione territoriale. In particolare è stata interessata dal progetto ALPLAB inerente alla ricerca di nuovi metodi di analisi per i piani strutturali.

## Geografia fisica

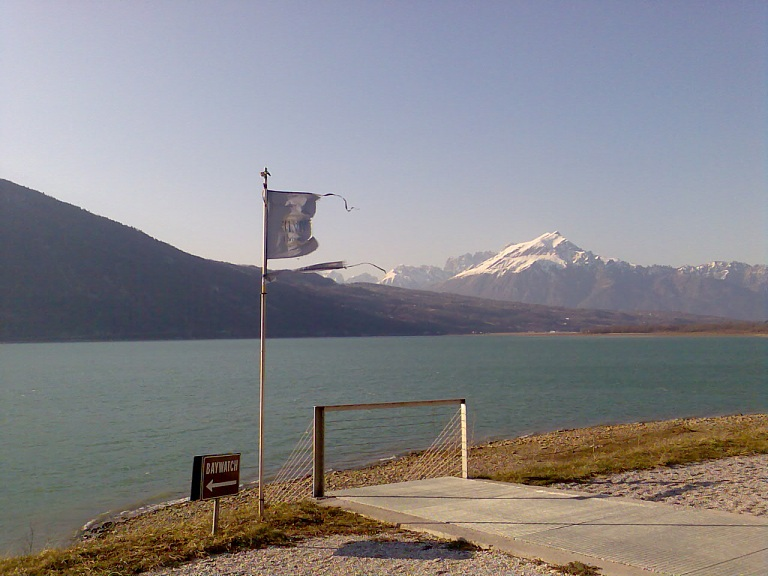
il Lago di Santa Croce

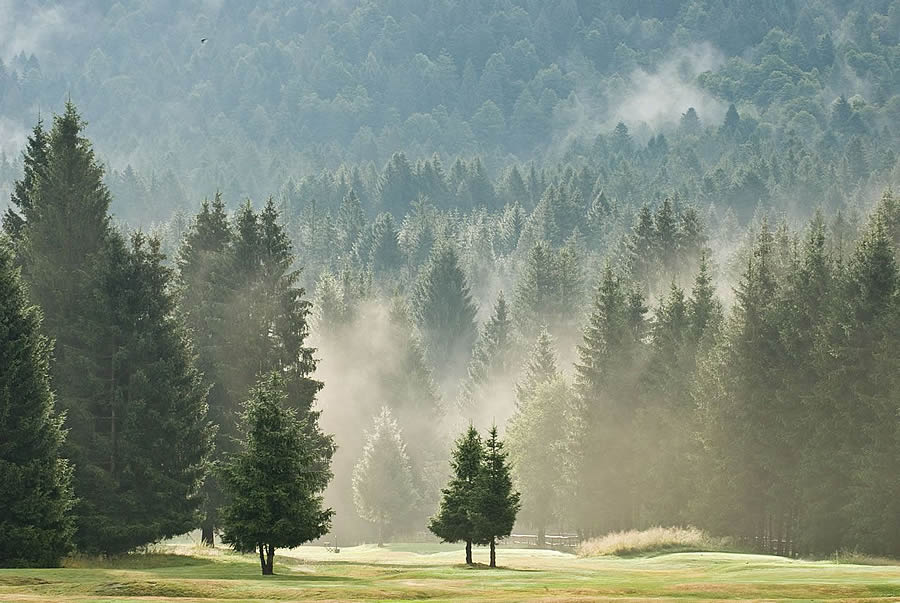
La Foresta del Cansiglio

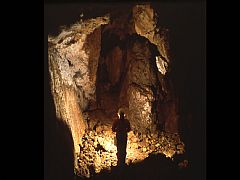
Il "Bus della genziana"

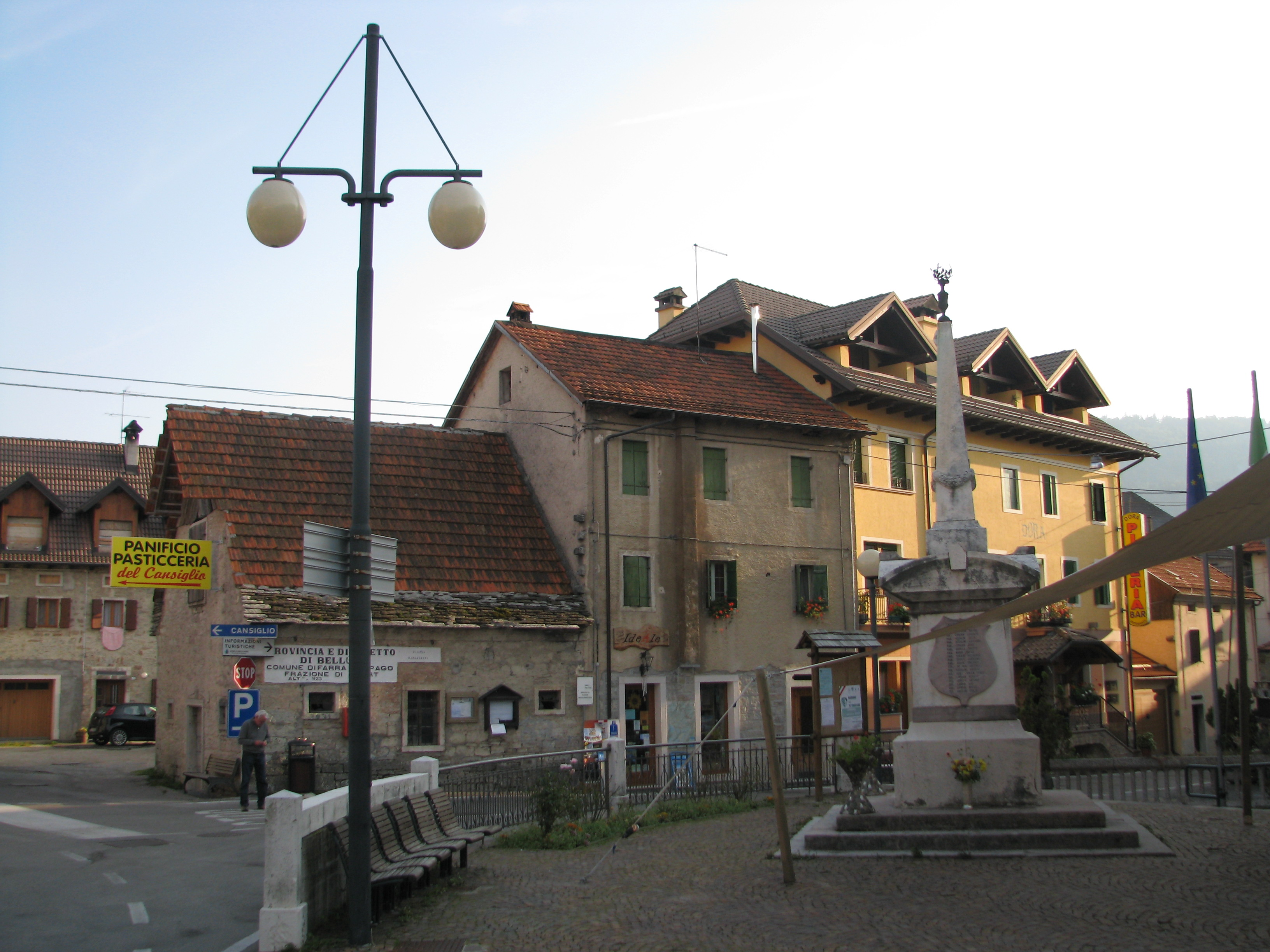
La piazza di Spert d'Alpago

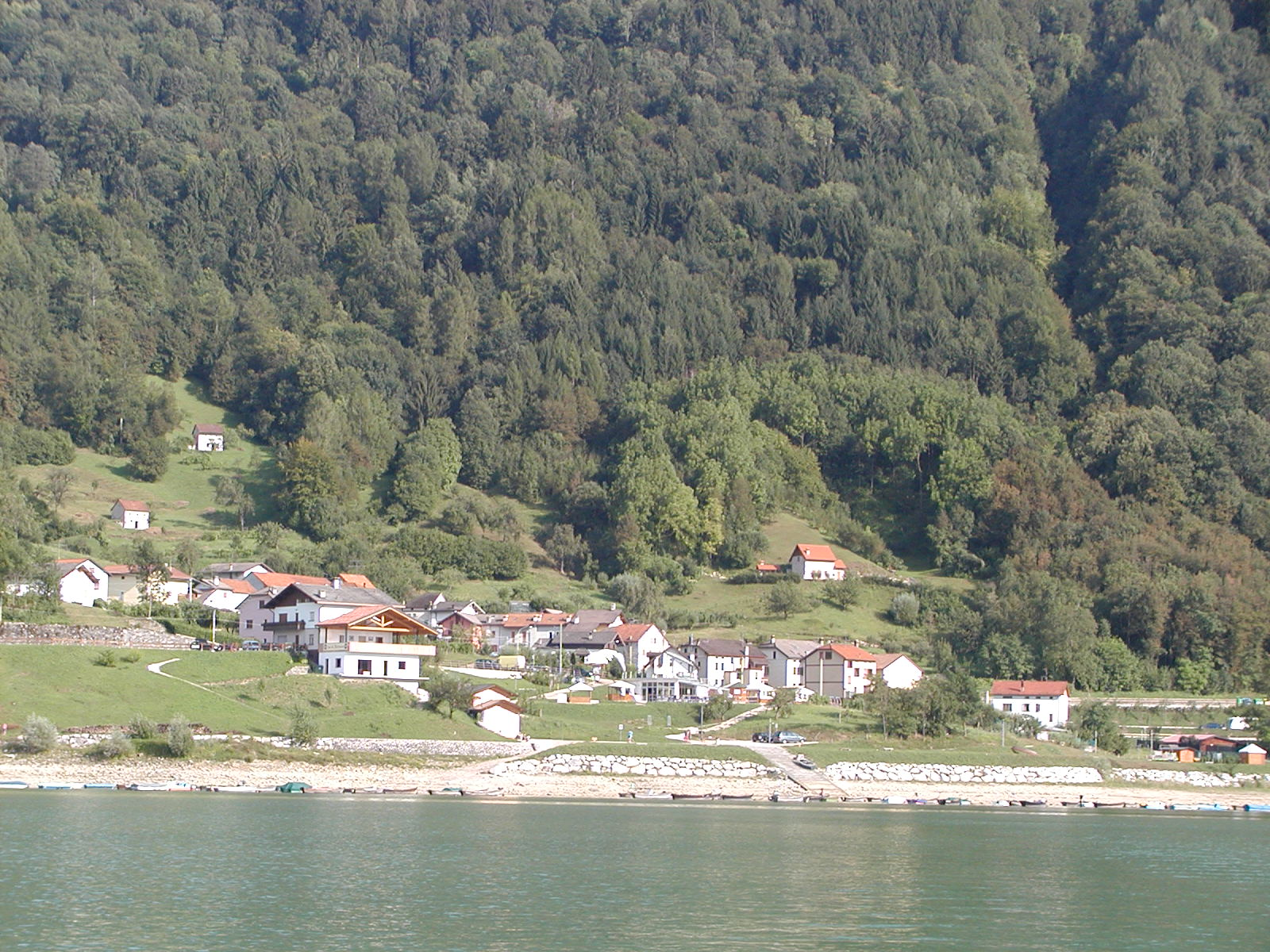
La frazione di Poiatte vista dal lago

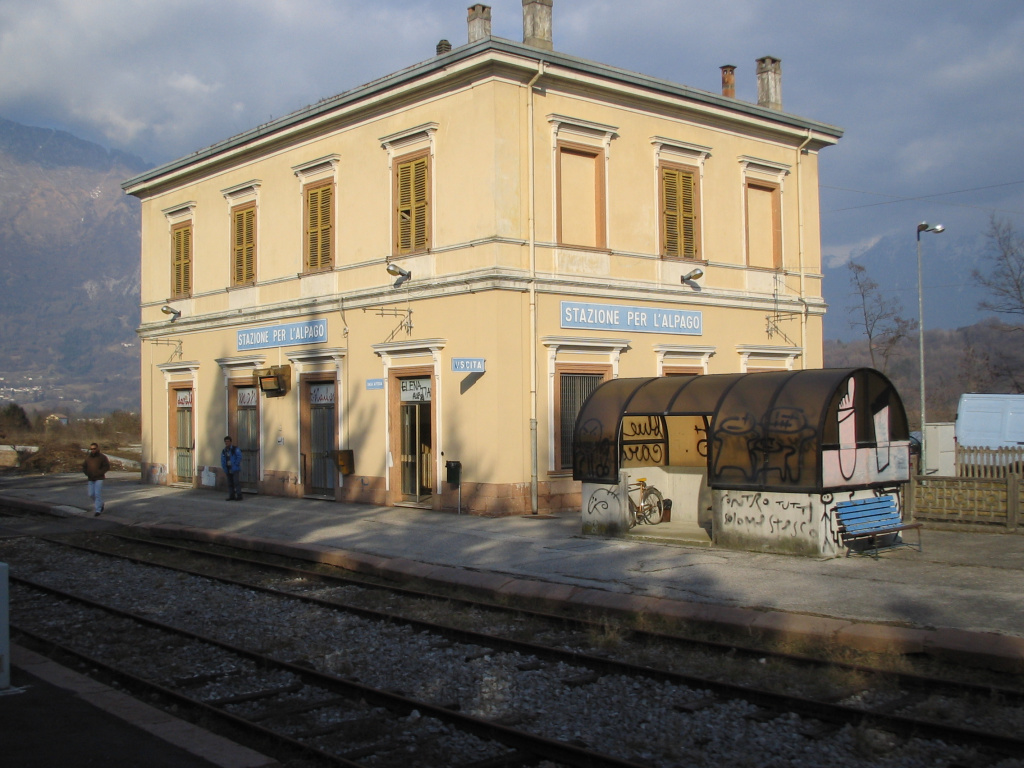
La stazione ferroviaria per l'Alpago

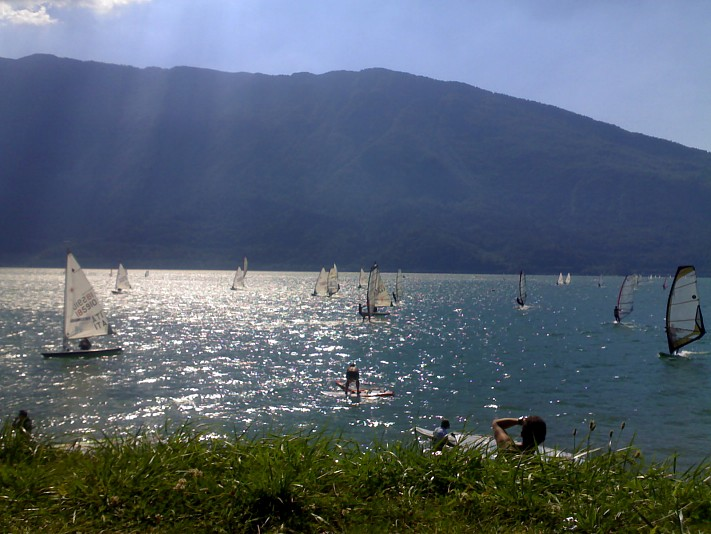
Windsurf sul lago

L'Alpago è sostanzialmente una conca che, circondata quasi completamente dalle Prealpi Bellunesi, digrada sino al Lago di Santa Croce e alla Valbelluna. La regione si estende fra i 12° 25' 21" e i 12° 36' 38" di longitudine est e i 46° 02' 51" e 46° 13' 18" di latitudine nord.
I monti che circondano la conca sono, partendo da nord-ovest, il Dolada (1.939 m), il Col Mat (1.980), il Col Nudo (2.472, la cima più alta di tutte le prealpi Venete), la Pala di Castello (2.199), il monte Teverone (2.347), il Col Piero (2.000), il Crepon (2.110), il Crep Nudo (2.207), il Venal (2.212), l'Antander (2.184), il Messer (2.231), il Castelat (2.203), il Guslon (2.193), la Cima delle Vacche (2.057), il Cavallo (2.251), il Cimon della Palantina (2.193), il Tremol (2.007), il monte Costa (1.316) e il Faverghera (1.610). Inoltre, a sud confina con l'altopiano del Cansiglio.
Corso d'acqua principale è il torrente Tesa, principale immissario del Lago di Santa Croce nonché il più lungo dell'Alpago, nel quale confluiscono alcuni torrenti secondari, quali il Tessina, il Borsoia e il Valturcana. Presentano invece un bacino autonomo il Runal e la Tesa Vecchia. L'unico emissario, di creazione artificiale, è il Rai, realizzato al fine di far defluire le acque del lago di Santa Croce nel Piave in caso di alluvioni. La sua pendenza è praticamente nulla, pertanto accade talvolta che il corso d'acqua scorra in senso contrario.

### Geologia
Prevalgono lungo la catena Dolada-Col Nudo-Crep Nudo, e in generale nell'angolo superiore nord-est, le formazioni calcaree frammezzate a dolomia dei terreni del Giura: il calcare bianco, la scaglia rossa, il calcare a rudiste appartenenti al cretaceo; a sud e al centro del bacino si hanno le arenarie, il carattere nummolitico e marne diverse appartenenti all'eocene, che rendono il terreno molto franoso; abbondantemente diffuse sono le morene e le valli alluvionali appartenenti al pliocene; non mancano calcari scuri più o meno potenti e pietre verdi, che ancora ai giorni nostri sono oggetto di esportazione.

### Clima
Nonostante si tratti di un'area piuttosto ristretta, il clima dell'Alpago varia notevolmente da località a località. In particolare, risulta più mite nelle zone più soleggiate (Tambre, Farra, Pieve), ma ben più rigido nelle zone esposte alle correnti delle valli, nella zona bassa del canale e sul Cansiglio.
Le caratteristiche climatiche sono costituite da inverni piuttosto lunghi e freddi, da estati corte e non troppo calde e da abbondanti precipitazioni che in certi punti raggiungono i 2500 mm (nel marzo del 1908 caddero addirittura 3 m di neve).
Le temperature medie stagionali risultano 0,15 °C in inverno, 10,17 °C in primavera, 19,15 °C in estate e 10,81 °C in autunno, per una media annua di 6,11 °C. Durante l'inverno sul vicino Cansiglio si raggiungono sovente minime da record, come i -27,5 °C dell'inverno 2005.

## Geografia politica
Dal punto di vista amministrativo, l'Alpago si trova all'estremità sudorientale della provincia di Belluno ed è suddiviso in tre comuni: Alpago, Tambre e Chies. Confina a nord e a est con la provincia di Pordenone (comuni di Erto e Casso, Claut, Barcis, Aviano, Budoia e Caneva); a sud con quella di Treviso (comuni di Fregona e Vittorio Veneto); a ovest confina con i comuni bellunesi di Belluno, Ponte nelle Alpi e Soverzene.
L'Alpago è composto da numerose frazioni sparse, suddivise fra i cinque storici circondari di Farra, Puos, Pieve, Chies e Tambre.
Tra le frazioni di Farra si ricordano Santa Croce, Lastra, Poiatte, Villalte, Villaggio Riviera, Pianture, Villanova, Buscole, Spert.
Tra le frazioni di Puos si ricordano Bastia, Sitran, Valzella, Romascienz, Cornei, Valturcana, Sommacosta.
Tra le frazioni di Pieve si ricordano Paludi, Tignes, Villa, Torch, Garna, Schiucaz, Torres, Quers, Plois, Curago.
Tra le frazioni di Chies si ricordano Codenzano, Sottocroda, Lamosano, Alpaos, Molini, Palughetto, San Martino, Irrighe, Funes, Villaggio Mont, Villaggio Quota 1000.
Tra le frazioni di Tambre si ricordano Borsoi, Lavina, Soralavina, Pianon, Tambruz, Sant'Anna, Broz, All'ò, Valdenogher.
Sono infine condivise tra Farra e Tambre le frazioni di Campon, Pian Osteria e Pian Cansiglio.

## Origini del nome
Il toponimo va messo in relazione con quello della frazione di Alpaos, in comune di Chies. Alpàos o Alpàus è anche la forma dialettale, mentre alpagòt o pagòt è l'etnico.
A lungo si è ritenuto che esso derivasse da al pago, dal latino pagus ("villaggio"). Vero è che le prime citazioni scritte parlano di valle Lapacinense (963), Lepago (1031) e Lepage (1051), mentre la moderna forma Alpago compare nel 1075 (forse per metatesi di la- in al- o per l'aggiunta della preposizione ad); questo fa quindi pensare a un prediale Lappiacum dal personale romano o tardo-romano Lappius (meno probabile Lavius), riferito dapprima al centro abitato e in seguito esteso all'intera conca.

## Storia

### L'età antica
L'Alpago fu a lungo una regione inospitale e selvaggia. I reperti testimoniano la presenza umana sin dall'età del ferro, tuttavia si ipotizza che gli insediamenti non fossero stabili. In epoca preromana fu abitato dai Paleoveneti, dagli Illiri e dai Celti norici (Plinio il Vecchio ricordava che il confine del Norico era presso il Lacus Piso, l'attuale Lago di Santa Croce). Sotto i Romani fece parte del territorio di Bellunum, allora municipium della Venetia et Histria, ma rimaneva ancora un luogo di passaggio attraversato tuttavia da vie commerciali di notevole importanza. Per questo motivo vi furono innalzati numerosi fortilizi che aumentarono di numero durante le invasioni barbariche.

### Il periodo romano
Ai primordi della Roma imperiale (44 a.C.), sotto Ottaviano Augusto, l'Alpago era compreso in quella decima regione d'Italia che si chiamava Venetia et Histria, alla quale fu conferita la cittadinanza romana dal Senato, dopo la misurazione e il censimento dello Stato, che durarono trent'anni. Essa si estendeva probabilmente lungo tutta la valle del Piave, non oltre il paese di Termine di Cadore, com'è dato rilevare da un frammento di lapide scoperto, nel IX secolo, nel territorio di quel paese. La lapide era dedicata ad uno dei limitanei, ovvero un soldato posto alla custodia dei limiti dello stato romano. Presso quei confini, dalla parte del Bellunese, correvano allora due strade: l'una, comunemente conosciuta come via Claudia Augusta, diramandosi da Feltre passava per Belluno, Capo di Ponte (Ponte nelle Alpi oggi), Castel Lavazzo e lungo il Cadore si allacciava a Dobbiaco; l'altra si univa a Capo di Ponte con la prima passando da Treviso, Serravalle e Lago Lapisino (Santa Croce).
Quest'ultima tutt'oggi si chiama Alemagna. Ai tempi di Augusto, i confini erano esposti ad incursioni di barbari provenienti dal Norico e non solo; nelle immediate vicinanze delle strade citate, piccoli gruppi di alpini, probabilmente "avanzi" degli Euganei, si resero partecipi, incalzando altri popoli, di scorrerie e assalti ai viandanti, come ai Questori inviati a portare il soldo alle milizie limitanee. Roma non poteva tollerare un simile atteggiamento. Ottaviano allestì quindi un esercito, sotto il comando dei suoi due figliastri Tiberio Claudio Nerone e Druso, il quale sconfisse i ribelli abitatori delle due strade e gli abitanti del Norico, le cui spoglie andarono ad ornare il trofeo eretto a Roma ad onore di Ottaviano nel 5 a.C. L'imperatore Claudio, per garantire maggiore sicurezza in quei luoghi, fece innalzare due fortezze nella conca dell'Alpago: una nelle immediate vicinanze del Lago di Santa Croce, in una località che ancora oggi si chiama Castello, e l'altra sul vertice dello spalto naturale che sovrasta Bastia, unico territorio di passaggio comodo e pianeggiante dell'Alpago. Attorno a questi due presidi si formarono le prime colonie romane, le quali si sparsero a poco a poco in tutta la conca. Testimonianza della presenza romana sta nei nomi dei luoghi, quali ad esempio Puos (Puteus), Valzella (Vallis Cella), Torres (Turres) e Cansiglio (Campus Silium).

### Il medioevo
Fu probabilmente l'arrivo dei Goti, calati in Italia con Teodorico, a costringere gli abitanti della Valbelluna a trasferirsi sui monti del più sicuro Alpago fondando le ville più antiche. Al malgoverno dei Goti negli ultimi anni del loro regno, succedettero gli ordinamenti sociali dei Longobardi, altro popolo di stirpe scandinava, sceso in Italia nel 568 d.C., dove regnò per circa due secoli.
L'arrivo dei Longobardi segnò la nascita di quelle che poi sarebbero diventate le regole (in long. fare, da cui il toponimo Farra), cioè le associazioni delle famiglie locali che gestivano lo sfruttamento del territorio. In Alpago la memoria dei Longobardi si ha nelle due masserie o decanie che dividevano la regione nel nucleo di Farra e in quello di Pieve. Lo sfruttamento economico della regione si associava alla difesa militare delle chiuse del Cansiglio e di Fadalto, a loro affidate, che comunicavano col Friuli.

Passato ai Franchi di Carlo Magno dopo la sua conquista in Italia nel 774 d.C., il territorio divenne una contea assegnata prima alla Marca del Friuli e poi (nel 923 d.C.) ai vescovi-conti di Belluno. Con la venuta di Ottone I, infatti, la potenza vescovile si accresce e il dominio su tutto l'Alpago, chiamato ancora nel diploma di concessione del 10 settembre 963 Valle Lapacinense, viene confermato al Vescovo di Belluno, Giovanni, singolare figura di vescovo e di soldato che teneva la spada accanto alla croce per attestare la sua giurisdizione civile e militare insieme a quella ecclesiastica, avute in successione al suo predecessore Aimone. Successore di Giovanni fu Giovanni II, al quale l'imperatore Ottone III consigliava di concludere la pace con i veneziani. La potenza vescovile, che cominciò a declinare e si era indebolita, rimase scossa ed in seguito soppiantata dai Caminesi prima (1312) e dagli Scaligeri poi (1322).
Durante il basso medioevo l'Alpago fu al centro delle sanguinose lotte tra le varie famiglie feudatarie, tra le quali si distinguevano gli Ezzelini, i Caminesi, i Carraresi e gli Scaligeri. Il lungo periodo di conflitti si risolse nel 1404 quando Belluno e Feltre si diedero alla Serenissima. Prima che ciò avvenisse, l'Alpago era una contea, data nel 1323 ad Endrighetto di Bongaio da Cangrande della Scala, il quale era Capitano e Governatore di Belluno. Endrighetto di Bongaio era uomo "astuto e perspicace", dice il Piloni, conte e signore d'Alpago, dove abitava nel piccolo castello raggiungibile da località Alpaos.
Il nome di Alpago rimase poi ai suoi discendenti, in luogo di Bongaio, come narra lo stesso Piloni. Cangrande lo rimeritava così dei servigi che egli aveva reso agli Scaligeri, in diverse loro imprese, segnalandosi per il suo valore, e mostrava con ciò di riconoscere anche i meriti da lui acquistati parteggiando per i Ghibellini, dei quali era fedele sostenitore. Endrighetto fu riconfermato conte nel 1327 da Mastino ll, successore di Cangrande.

### Il periodo veneziano
A parte le vicende della Guerra della Lega di Cambrai, che insanguinarono ancora il Bellunese fino al 1516, sotto Venezia l'Alpago visse un periodo di pace e relativo benessere. Fiorì l'agricoltura (il che portò alla formazione di numerose altre ville), la silvicoltura (sul Cansiglio) e l'industria siderurgica, basata su alcune miniere di ferro allora attive. La dominazione della Serenissima, che cominciò per l'Alpago nel 1404, stabilì una serie di relazioni commerciali e frequenti contatti con l'Alpago stesso, che condussero all'introduzione del parlare veneziano, e conseguentemente al formarsi di un dialetto in cui risuonano spesso, benché "corrotte", parole di quel vernacolo, come osservava fin dal 1800 il Filiasi, nelle sue Memorie Storiche de' Veneti primi e secondi.
Come in Cadore e Limana, così in Alpago la Pieve fu il centro di amministrazione di tutta la conca alpagotta; essa costituì il primo nucleo parrocchiale formatosi, al quale dai paesi più lontani convenivano gli abitanti per le celebrazioni religiose quali ad esempio battesimi, matrimoni e la sepoltura dei defunti, come fanno fede i registri parrocchiali risalenti fino al 1575. Anche il taglio degli abeti del Cansiglio per le antenne delle navi, e quello del faggio per i remi delle galere, erano riservati ai boscaioli alpagotti dalla Serenissima, che riceveva da quei luoghi largo contributo di operai annoverati tra i migliori dei suoi cantieri.
Nei pacifici trecentosettantasette anni di dominazione veneziana, l'Alpago subì una privazione di notevole importanza, ovvero la perdita del Cansiglio. Esso fu infatti annesso e vincolato alle decisioni di Venezia dal Doge Francesco Donà, il quale scrisse una lettera a Pietro Maria Gradenigo, podestà di Belluno, datata 28 luglio 1548, in cui affermava: "Si deve avere precipua cura delli boschi d'Alpago, situati fra Serraval et quella città di Cividal, perché ne servano di buona qualità di remi per la casa del nostro Arsenal". Il Cansiglio era infatti chiamato dalla Repubblica Il bosco dei remi.

### Da Napoleone a oggi
Caduta Venezia (1797), la regione seguì le sorti del Veneto e passò dai Francesi agli Austriaci e viceversa, divenendo definitivamente asburgica dal 1815. Sotto Napoleone furono istituiti gli attuali comuni.
Passata poi al Regno d'Italia (1866), subì, durante la Grande Guerra, l'occupazione austriaca. Durante la Seconda guerra mondiale vi furono attive diverse milizie partigiane.

## Storia demografica e amministrativa
Nel 1612 le località abitate disseminate nella conca dell'Alpago erano 23, con una popolazione totale di 2.791 persone così compartite fra le varie Regole: Alpaos 93, Borsoi 19, Broz 48, Chies 211, Curago 62, Farra 274, Funes 117, Garna 91, Irrighe 81, Lamosano 121, Montanes 44, Pieve 184, Plois 159, Puos 344, Quers 23, S. Croce 51, Sitran 164, Tambre 115, Tignes 239, Torch 63, Torres 44, Valzella 55 e Villa 139. Vi erano pure delle case sparse di carbonai, specialmente nella zona ove ora sorge Spert e in Valturcana, con una popolazione di 56 abitanti, sicché la popolazione totale dell'Alpago risultava di 2.847 persone.
Nel 1866 Regole e Svaldi erano 34 per un totale di 9.580 persone, così ripartite fra i vari Comuni: Chies 1.810, Farra 1.925, Pieve 2.030, Puos 1.615 e Tambre 2.050. Nel 1921 le località abitate erano salite a 37: Alpaos, Bastia, Borsoi, Broz, Carpineto, Chies, Civit, Codenzano, Cornei, Curago, Farra, Funes, Garna, Irrighe, Lamosano, Lasta, Lavina, Molini, Montanes, Palughetto, Pedol, Pianon, Pieve, Plois, Puos, S. Croce, Sitran, Spert, Tambre, Tambruz, Tignes, Torch, Valdenogher, Valturcana, Valzella, Villa e Villanova. La popolazione complessiva delle 37 località era di 12.303 persone.
Al 31 dicembre 2007 la popolazione complessiva dei comuni dell'Alpago era di 10.163 unità.
Le cinque borgate dell'Alpago divennero comuni durante il periodo napoleonico. Da ricordare che, analogamente, avevano già raggiunto l'autonomia dal punto di vista religioso: nel 1625 per prima divenne parrocchia Farra, separandosi da Pieve; toccò poi a Lamosano di Chies nel 1629, a Tambre nel 1730, a Chies nel 1771 e a Puos nel 1866. Attualmente, l'Alpago è diviso in dodici parrocchie, ricadenti nella convergenza foraniale di Longarone-Zoldo-Alpago-Ponte nelle Alpi della diocesi di Belluno-Feltre.

## Usi e costumi

### Pellegrinaggio a Follina
Da diversi secoli, per mantenere fede ad un voto fatto dagli antenati per ottenere dalla Madonna la protezione dalla nebbia, che nei tempi lontani danneggiava le colture, è consuetudine recarsi in pellegrinaggio a Follina. Il tragitto, ora svolto in autocorriera, veniva effettuato in processione portando tutte le croci delle chiese dell'Alpago con in testa quella più vecchia di San Vigilio.